# Отказ от использования наличных денег в Швеции
Отказ от использования наличных денег в Швеции — предложение о полном изъятии из оборота номинированных в шведских кронах наличных денег и переходе к исключительно безналичным расчётам в этой валюте. Инициатива была выдвинута рядом национальных банков, в частности тремя из четвёрки крупнейших в Швеции — SEB, Swedbank и Nordea.

## Аргументация
В поддержку идеи отказа от использования наличных денег в Швеции приводятся следующие аргументы:
- Наличные деньги составляют незначительную долю (около 3 %) от всего оборота в стране (для сравнения: в еврозоне этот показатель составляет в среднем 9 %).
- Отказ от наличных денег поможет в борьбе с преступностью, теневой экономикой и уклонением от уплаты налогов (приводятся следующие данные: в 2008 году в Швеции зарегистрировано 110 ограблений банков, в 2011 — уже 16, в 2012 — только 5).

Председатель правления Nordea Бьорн Вальрус (швед. Björn Wahlroos) заявил, что отказ от наличной шведской кроны — это естественный следующий шаг в эволюционном процессе, который уже привёл к отказу от использования чековых книжек, и что в этом отношении скандинавские страны далеко опередили Великобританию и США.
Пресс-секретарь Nordea Эрик Дурхан (швед. Erik Durhan) сообщил, что количество клиентов, требующих операций с наличными в филиалах банка, падает на 20 процентов в год.
Пресс-секретарь Swedbank Анна Сундблад (швед. Anna Sundblad) в своих комментариях проинформировала, что этот банк отказался от использования наличных в своих отделениях из-за изменений в поведении клиентов, лишь 5 процентов из которых совершали какие-либо операции с наличными через кассира.

## Возражения
Против отказа от использования наличных денег в Швеции возражает лишь один из четырёх крупнейших банков страны — Handelsbanken, имеющий самое большое количество отделений на территории Швеции и продолжающий предоставлять услуги с наличными во всех из них.

## E-крона
В конце 2016 года появились сообщения, что Банк Швеции (старейший центральный банк в мире) рассматривает вопрос выпуска цифровой валюты — е-кроны. В этом случае он станет первым центробанком в мире, выпустившим подобную валюту (как во второй половине XVII века первым в мире выпустил бумажные банкноты).
Сейчас Риксбанк рассматривает возможные варианты и проблемы такой эмиссии, заявила заместитель главы банка Сесилия Скингсли:

Это такой же революционный шаг, как и выпуск бумажной банкноты 300 лет назад. … Если рынок может использовать новейшие технологии для запуска новых и популярных платежных услуг, то почему Риксбанк не может сделать то же самое?
— Skingsley: Should the Riksbank issue e-krona? Sveriges Riksbank, 16.11.2016
Однако, заявила госпожа Скингсли, даже если е-крона будет выпущена, она не заменит наличные деньги, а дополнит их.
Тестирование платформы началось в 2020 году, и к весне 2021 года завершился первый этап мероприятий. Глава пилотного подразделения электронной кроны в ЦБ Швеции Митра Сундберг заявила, что тестирование цифровой кроны может затянуться до 2026 года.